# 2018 في فلسطين

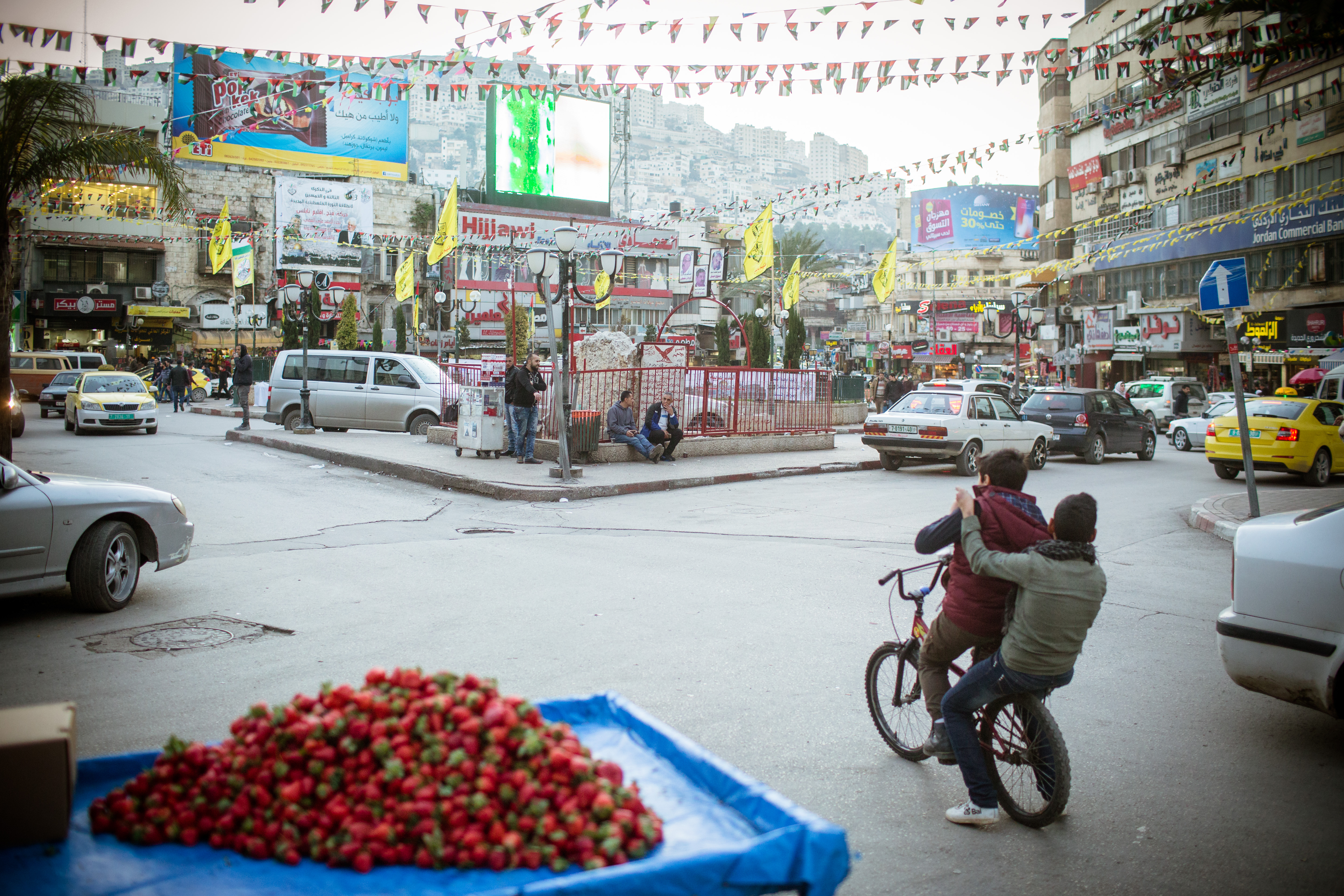
مدينة نابلس (٧ كانون الثاني ٢٠١٨)

أحداث عام 2018 في فلسطين

## السياسة

### تعيينات
- 13 سبتمبر:
  - يونس إبراهيم فايز العاص، محافظًا لمحافظة طوباس.[1]
  - جهاد علي محمد أبو العسل، محافظًا لمحافظة أريحا والأغوار.[2]
- 15 نوفمبر:
  - أكرم جبران جبر الرجوب، محافظًا لمحافظة جنين.[3]
  - إبراهيم محمد محمود رمضان، محافظًا لمحافظة نابلس.[4]
- 1 أكتوبر:
  - كامل أحمد حسن حميد، محافظًا لمحافظة بيت لحم.[5]
  - جبرين إلياس عابد البكري، محافظًا لمحافظة الخليل.[6]

### اعتمادات دبلوماسية

#### سفراء فلسطين
- 17 أبريل: سلّم محمود يوسف محمد خليفة أوراق اعتماده إلى الرئيس البولندي سفيرًا لدولة فلسطين.[7]

#### سفراء لدى فلسطين
- 23 ديسمبر: سلّم كيم دون جي أوراق اعتماده ممثلًا لكوريا الجنوبية لدى دولة فلسطين إلى وزير الخارجية الفلسطيني رياض المالكي.[8]

## الأحداث

### فبراير
- فبراير 2018، حصلت بلدية سلفيت على المرتبة الأولى في تصنيف أفضل المجالس القروية والبلدية الفلسطينية وفق تقرير الأداء لعام 2017 الذي أعده البنك الدولي.[9]

### مارس
انطلاق احتجاجات غزة الحدودية 2018.

### يونيو
- قررت محكمة عدل الاحتلال العليا إخلاء وهدم البؤرة الاستيطانية تفوح الغربية، بسبب بنائها على أراضٍ فلسطينية ذات ملكية خاصة. تبع ذلك إعلان الجيش الإسرائيلي المنطقة بأنها «عسكرية مغلقة» يمنع الاقتراب منها.[10][11][12]

### نوفمبر
- 11 نوفمبر - قوة إسرائيلية تتسلل لقطاع غزة وتشتبك مع عناصر من كتائب الشهيد عز الدين القسام. تلى ذلك تصعيد مسلح بين التنظيمات المسلحة الفلسطينية والجيش الإسرائيلي.
- 13 نوفمبر، قصفت الطائرات الإسرائيلية مبنًا سكنيًا ومقرًا للشرطة البحرية غرب مدينة غزة.[13]

### ديسمبر
- 6 ديسمبر - فشل تصويت في الجمعية العامة للأمم المتحدة يدين إطلاق حماس الصواريخ على المناطق الإسرائيلية.[14]

## وفيات
| الرقم | الاسم                      | صورة | تاريخ الوفاة | العمر عند الوفاة | مكان الوفاة | سبب الوفاة       | ملاحظات | مرجع          |
| ----- | -------------------------- | ---- | ------------ | ---------------- | ----------- | ---------------- | --- | ------------- |
| 1     | غسان الشكعة                |      | 25 يناير     | 75               | نابلس       |                  | |               |
| 2     | أحمد نصر جرار              |      | 6 فبراير     | 23               | اليامون     |                  | |               |
| 3     | عبد الحفيظ الأشهب          |      | 5 مارس       |                  | الخليل      |                  | | [ 15 ]        |
| 4     | ريم بنا                    |      | 24 مارس      | 51               | الناصرة     |                  | |               |
| 5     | أحمد شبيطة                 |      | 26 مارس      | 34/33            | البيرة      |                  | بَطل فلسطين في لعبة الشطرنج، تُوفي إثر نوبةٍ قلبية بمنزله                                                            | [ 16 ] [ 17 ] |
| 6     | ياسر مرتجى                 |      | 6 أبريل      | 30               | خزاعة       |                  | |               |
| 7     | عبد العزيز أبو غوش         |      | 7 أبريل      |                  | إندونيسيا   |                  | |               |
| 8     | علي الجمال                 |      | 16 أبريل     | 71               | جنين        |                  | أسير فلسطيني سابق، وصاحب أطول فترة اعتقال إداري في السجون الإسرائيلية                                             | [ 18 ]        |
| 9     | فادي البطش                 |      | 21 أبريل     |                  | كوالالمبور  |                  | |               |
| 10    | أحمد أبو حسين              |      | 24 أبريل     | 26/25            |             |                  | صحفي فلسطيني، استشهد بتاريخ 25 أبريل 2018، متأثرًا بإصابته برصاص قناصة جيش الاحتلال الإسرائيلي، يوم 13 أبريل 2018. |               |
| 11    | رزان النجار                |      | 1 يونيو      | 20               | خزاعة       |                  | |               |
| 12    | رمزي أبو يابس (Q123409843) |      | 26 نوفمبر    | 32               |             |                  | ممرض فلسطيني قتلته إسرائيل بدعوى تنفيذه عملية دعس لجنودها                                                         |               |
| 13    | محمد حبالي                 |      | 4 ديسمبر     | 22               | طولكرم      |                  | |               |
| 14    | أشرف نعالوة                |      | 13 ديسمبر    | 23               | مخيم عسكر   | إصابة بعيار ناري | |               |

## استشهادات
1. ↑  "قرار رقم (90)لسنة 2018 م بشأن تعيين اللواء ركن/ يونس العاصي محافظاً لمحافظة طوباس والأغوار الشمالية". ديوان الفتوى والتشريع. مؤرشف من الأصل في 2020-12-25. اطلع عليه بتاريخ 2020-12-25.
2. ↑  "قرار رقم (91)لسنة 2018 م بشأن تعيين السيد/ جهاد أبو العسل محافظاً لمحافظة أريحا والأغوار" (PDF). ديوان الفتوى والتشريع. مؤرشف من الأصل (PDF) في 2023-09-29. اطلع عليه بتاريخ 2023-08-10.
3. ↑  "قرار رقم (108) لسنة 2018م بشأن نقل اللواء أكرم الرجوب وتعيينه محافظاً لمحافظة جنين" (PDF). ديوان الفتوى والتشريع. مؤرشف من الأصل (PDF) في 2023-09-29. اطلع عليه بتاريخ 2023-08-10.
4. ↑  "قرار رقم (109) لسنة 2018م بشأن نقل اللواء إبراهيم رمضان وتعيينه محافظاً لمحافظة نابلس" (PDF). ديوان الفتوى والتشريع. مؤرشف من الأصل (PDF) في 2023-08-12. اطلع عليه بتاريخ 2023-08-10.
5. ↑  "قرار رقم (92) لسنة 2018م بشأن نقل السيد كامل حميد ليعمل محافظاً لمحافظة بيت لحم" (PDF). ديوان الفتوى والتشريع. مؤرشف من الأصل (PDF) في 2023-09-29. اطلع عليه بتاريخ 2023-08-10.
6. ↑  "قرار قم (98) لسنة 2018م بشأن نقل اللواء جبرين البكري ليعمل محافظاً لمحافظة الخليل" (PDF). ديوان الفتوى والتشريع. مؤرشف من الأصل (PDF) في 2023-08-10. اطلع عليه بتاريخ 2023-08-10.
7. ↑  "السفير خليفة يقدم اوراق اعتماده للرئيس البولندي". وكالة وفا للأنباء. مؤرشف من الأصل في 2020-12-16. اطلع عليه بتاريخ 2020-12-16.
8. ↑  "المالكي يتسلم نسخة من أوراق اعتماد سفير كوريا المعتمد لدى دولة فلسطين". وكالة وفا. مؤرشف من الأصل في 2023-04-01. اطلع عليه بتاريخ 2023-04-02.
9. ↑  "أرشيف النجاح الإخباري : بلدية سلفيت الأولى من ضمن 380 هيئة فلسطينية". nnarchive.najah.edu. مؤرشف من الأصل في 2018-08-08. اطلع عليه بتاريخ 2018-08-08.
10. ↑  "بالتزامن مع ادعاء الاحتلال إخلاء بؤرة تفوح الاسرائيلية الاحتلال يشرع بتنفيذ شق طرق التفافية في محيط المنطقة محافظة سلفيت – POICA" (بالإنجليزية الأمريكية). Archived from the original on 2019-01-30. Retrieved 2019-09-22.
11. ↑  "פסק-דין בתיק בג"ץ  2297/15". elyon1.court.gov.il. مؤرشف من الأصل في 2020-02-13. اطلع عليه بتاريخ 2018-08-15.
12. ↑  info@space.ps, space team. "اخلاء بؤرة تفوح الاستيطانية المقامة على أراضي ياسوف". www.arn.ps (بالإنجليزية). Archived from the original on 2018-08-15. Retrieved 2018-08-15.
13. ↑  "فجراّ.. طائرات الاحتلال تقصف مبنى سكني وسط غزة وموقعا للشرطة البحرية". دنيا الوطن. مؤرشف من الأصل في 2020-08-05. اطلع عليه بتاريخ 2020-08-05.
14. ↑  "الولايات المتحدة تفشل في تمرير قرار أممي لإدانة حماس". بي بي سي عربي. 7 ديسمبر 2018. مؤرشف من الأصل في 2019-03-30. اطلع عليه بتاريخ 2018-12-07.
15. ↑  "الوزير الاسبق الاشهب في ذمة الله". وكالــة معــا الاخبارية. مؤرشف من الأصل في 2018-03-08. اطلع عليه بتاريخ 2018-03-05.
16. ↑  "وفاة بطل فلسطين في الشطرنج أحمد شبيطة - وكالة وطن للأنباء". مؤرشف من الأصل في 2018-09-30. اطلع عليه بتاريخ 2018-03-28.
17. ↑  "مفوضية العلاقات الوطنية - بطل فلسطين في الشطرنج أحمد شبيطه في ذمة الله". مؤرشف من الأصل في 2018-03-28. اطلع عليه بتاريخ 2018-03-28.
18. ↑  "رحيل صاحب أطول اعتقال إداري". وكالــة معــا الاخبارية. مؤرشف من الأصل في 2018-04-17. اطلع عليه بتاريخ 2018-04-16.